# Mexy
Mexy ist eine französische Gemeinde mit 2.303 Einwohnern (Stand: 1. Januar 2022) im Département Meurthe-et-Moselle in der Region Grand Est (bis 2015 Lothringen). Sie gehört zum Arrondissement Val-de-Briey und ist Mitglied im Gemeindeverband Grand Longwy Agglomération. Die Bewohner werden Mexéens und Mexéennes genannt.

## Geografie
Die Gemeinde liegt circa 2,5 Kilometer südöstlich von Longwy. Nachbargemeinden von Mexy sind Longwy im Nordwesten und Norden, Herserange im Norden und Nordosten, Haucourt-Moulaine im Osten und Süden, Chenières im Süden sowie Réhon im Westen.
Durch die Gemeinde führt die Route nationale 52.

## Geschichte
Mexy lässt sich auf einen gallorömischen Ursprung zurückführen. Der Ortsname leitet sich vom lateinischen Personennamen Mercius ab. Im 15. Jahrhundert hieß der Ort noch Merxey.

### Bevölkerungsentwicklung
| Jahr      | 1962 | 1968 | 1975 | 1982 | 1990 | 1999 | 2006 | 2019 |
| Einwohner | 670  | 1684 | 2496 | 2226 | 1959 | 1997 | 2163 | 2278 |

## Sehenswürdigkeiten
Die frühere Pfarrkirche Saint-Barthélémy von 1736 wurde 1973 abgerissen und durch einen modernen Kirchenbau ersetzt.